# Monterredondo (Padrenda)
Monterredondo (llamada oficialmente San Xoán de Monte Redondo) es una parroquia y una aldea del municipio español de Padrenda, en la provincia de Orense, Galicia.

## Toponimia
La parroquia también es conocida por los nombres de San Juan de Monterredondo y San Xoán de Monterredondo.

## Geografía
Por Monterredondo discurren varios ríos con prados a su alrededor. En el pueblo de Quinta existe un mirador de observación.

## Organización territorial
La parroquia está formada por veintiuna entidades de población:
- A Abeleira
- A Costa
- A Escusalla
- Alén
- Ancado
- A Quinta
- Cerdeiro[8]
- Cochos
- Congostro
- Chan do Crego
- Chan do Forno
- Lapiñeiras
- Ludeiro
- Monte Redondo
- O Coto
- O Covelo
- O Outeiro
- O Pareiro
- Outón
- Pardellas
- Santo Antonio

## Demografía

### Parroquia
| Gráfica de evolución demográfica de Monterredondo (parroquia) entre 2000 y 2023 |
|                                                                                 |
| Datos según el nomenclátor publicado por el INE.                                |

### Aldea
| Gráfica de evolución demográfica de Monte Redondo (aldea) entre 2000 y 2023 |
|                                                                             |
| Datos según el nomenclátor publicado por el INE.                            |

## Patrimonio

### Arquitectura
En el centro de la localidad de Costa se encuentra la iglesia de San Juan de Monterredondo, una iglesia de interés turístico.
El edificio es del siglo XVIII. Posee un retablo mayor realizado con restos de otros dos. Su parte baja es barroca del siglo XVIII y la superior, manierista, de comienzos del siglo XVII.

## Festividades
Fiesta patronal el día 15 de agosto, festividad de la Virgen de la Ascensión.